# Shakespeare and Company
Shakespeare and Company je knihkupectví v Paříži. Nachází se v ulici Rue de la Bûcherie v 5. obvodu. Kromě knihkupectví slouží jako knihovna specializující se na anglickou literaturu. První patro také slouží jako útočiště pro cestovatele ubytované výměnou za několik hodin každodenní práce v knihkupectví.

## Historie
Shakespeare and Company se nejprve nazývalo knihkupectví, které založila americká překladatelka a vydavatelka Sylvia Beach. Sídlilo na adrese 8, Rue Dupuytren (v letech 1919–1921), poté na adrese 12, Rue de l'Odéon (1921–1941). Podnik často navštěvovali autoři patřící k tzv. ztracené generaci jako Ernest Hemingway, Ezra Pound, Francis Scott Fitzgerald, Gertrude Steinová nebo James Joyce. Sylvia Beach také v roce 1922 vydala Joyceův román Odysseus, který byl cenzurou zakázán ve Spojených státech a Spojeném království.
Ve 30. letech se knihkupectví dostalo do finančních potížích, André Gide proto založil podpůrný spolek Amis de Shakespeare and Co. Finanční podporu poskytly mj. Helena Rubinsteinová nebo Anne Morganová.
První knihkupectví Shakespeare and Company bylo uzavřeno během německé okupace v prosinci 1941 a poté už nikdy nebyl otevřen.
V roce 1951 v Paříži na adrese 37, Rue de la Bûcherie otevřel Američan George Whitman knihkupectví pod názvem Le Mistral. V roce 1962 po smrti Sylvie Beachové bylo knihkupectví bylo přejmenováno na Shakespeare and Company. V 50. letech zde pobývalo mnoho spisovatelů beat generation jako Allen Ginsberg, Gregory Corso nebo William Seward Burroughs.
V roce 2001 převzala obchod dcera George Whitmana, Sylvia.